# Justin Arop
Pour les articles homonymes, voir Arop.
Justin Arop, né le 24 mars 1958 et mort en 1994, est un athlète ougandais, spécialiste du lancer du javelot.

## Biographie
Il remporte les championnats d'Afrique 1988 et compte par ailleurs deux victoires aux Jeux africains en 1978 et 1987.
Il participe à trois reprises aux Jeux olympiques et obtient son meilleur résultat à Moscou en 1980 en terminant douzième de la finale.
Il détient le record d'Ouganda avec un lancer à 75,52 m, établi en 1988 à Ulm.

### Palmarès
| Date | Compétition            | Lieu     | Résultat | Épreuve           | Performance |
| ---- | ---------------------- | -------- | -------- | ----------------- | ----------- |
| 1978 | Jeux africains         | Alger    | 1er      | Lancer du javelot | 76,94 m     |
| 1980 | Jeux olympiques        | Moscou   | 12e      | Lancer du javelot | 77,34 m     |
| 1985 | Championnats d'Afrique | Le Caire | 3e       | Lancer du javelot |             |
| 1987 | Jeux africains         | Nairobi  | 1er      | Lancer du javelot | 73,42 m     |
| 1988 | Championnats d'Afrique | Annaba   | 1er      | Lancer du javelot | 74,52 m     |
| 1990 | Championnats d'Afrique | Le Caire | 3e       | Lancer du javelot |             |

### Records
| Épreuve                            | Performance | Lieu   | Date            |
| ---------------------------------- | ----------- | ------ | --------------- |
| Lancer du javelot (nouveau modèle) | 75,52 m     | Ulm    | 6 août 1988     |
| Lancer du javelot (ancien modèle)  | 82,68 m     | Moscou | 26 juillet 1980 |